# Lèime
Lèime (en francès Leyme) és un municipi francès situat al departament de l'Òlt i a la regió d'Occitània.

## Demografia
| 1962                                       | 1968  | 1975  | 1982  | 1990  | 1999 | 2007  |
| ------------------------------------------ | ----- | ----- | ----- | ----- | ---- | ----- |
| 1.476                                      | 1.560 | 1.706 | 1.665 | 1.489 | 943  | 1.004 |
| Des de 1962: població sense dobles comptes |       |       |       |       |      |       |

## Administració
| Període   | Identitat       | Partit |
| --------- | --------------- | ------ |
| 2001-2005 | Pierre Thamie   |        |
| 2005-2008 | Colette Lamothe |        |
| 2008-     | Pierre Martinez | PCF    |